# قائمة أفلام 2005

## أعلى عشرة افلام جمعأ للأيرادات في عام 2005
| ترتيب | عنوان                                       | استديو                            | الإيرادات (دولار أمريكي) |
| ----- | ------------------------------------------- | --------------------------------- | ------------------------ |
| 1.    | هاري بوتر وكأس النار                        | وارنر برذرز                       | 895,921,036              |
| 2.    | حرب النجوم الجزء الثالث: انتقام السيث       | تونتيث سينتشوري فوكس / لوكاس فيلم | 848,754,768              |
| 3.    | سجلات نارنيا: الأسد، الساحرة وخزانة الملابس | أفلام والت ديزني                  | 745,011,272              |
| 4.    | حرب العوالم                                 | باراماونت بيكتشرز / دريم ووركس    | 591,745,540              |
| 5.    | كينغ كونغ                                   | يونيفرسل ستوديوز                  | 550,517,357              |
| 6.    | مدغشقر                                      | دريم ووركس                        | 532,680,671              |
| 7.    | السيد والسيدة سميث                          | تونتيث سينتشوري فوكس              | 478,207,520              |
| 8.    | تشارلي ومصنع الشوكولاتة                     | وارنر برذرز                       | 474,968,763              |
| 9.    | بداية باتمان                                | وارنر برذرز / ليجنداري بيكتشرز    | 372,710,015              |
| 10.   | هيتش                                        | كولومبيا بيكتشرز                  | 368,100,420              |

## قائمة الافلام
- أبو علي (فيلم)
- أحلام العصافير (فيلم)
- أحلام عمرنا (فيلم)
- أربعة إخوة (فيلم)
- أربعة مذهلون (فيلم)
- أريد خلعا (فيلم)
- أسياد دوقتون
- أفضل الأمهات
- أفضل لعبة لعبت على الإطلاق
- ألف شهر (فيلم)
- أميرة الثلج (فيلم)
- إلكترا (فيلم)
- إليزابيث تاون (فيلم)
- إنت عمري (فيلم)
- إير (فيلم)
- إيون فلوكس (فيلم)
- أبي وابني (فيلم)
- اثنان من أجل المال (فيلم)
- الباحثات عن الحرية (فيلم)
- البستاني المخلص
- الجنة الآن (فيلم)
- الحاسة السابعة (فيلم)
- الحياة منتهى اللذة (فيلم)
- الخاتم 2
- الدار البيضاء داي لايت (فيلم)
- الراكد (فيلم)
- الرجل المثالي (فيلم)
- السفارة في العمارة (فيلم)
- السمفونية المغربية (فيلم)
- السيد أبو العربي وصل (فيلم)
- السيد والسيدة سميث (فيلم)
- السير على الخط (فيلم)
- الشارع الأخضر
- الصالون (فيلم)
- الصفقة (فيلم 2005)
- الضباب (فيلم 2005)
- الطريق الصحيح (فيلم)
- العايل (فيلم)
- الفطيرة الأمريكية: معسكر الفرقة
- القمة (فيلم هندي)
- اللهاية
- المترجمة (فيلم)
- المحقق كونان: إستراتيجية ما فوق الأعماق
- المدرب كارتر
- المرح مع ديك وجين
- الناقل 2 (فيلم)
- النظرة (فيلم)
- باب المدينة (فيلم)
- باب المقام (فيلم 2005)
- بحبك وبموت فيك (فيلم)
- بداية باتمان
- برايم (فيلم)
- بطاريق مدغشقر في شجرة عيد الميلاد (فيلم)
- بنات وسط البلد (فيلم)
- بوحة (فيلم)
- تسوتسي (فيلم)
- تشارلي ومصنع الشوكولاتة (فيلم)
- تشيبر باي ذا دوزن 2
- تصادم (فيلم)
- تغيير فضفاض (فيلم)
- تماما مثل الجنة (فيلم)
- توم وجيري: السريع والمكسو بالفراء
- جاي في السريع (فيلم)
- جبل بروكباك
- جثة العروس (فيلم)
- حاحا وتفاحة (فيلم)
- حرب أطاليا (فيلم)
- حرب العوالم (فيلم 2005)
- حرب النجوم الجزء الثالث: انتقام السيث
- حريم كريم (فيلم)
- حمادة يلعب (فيلم)
- حنين (فيلم)
- حياة كرونك الجديدة
- خالي من الكوليسترول (فيلم)
- خريف آدم (فيلم)
- خطة رحلة
- خمن من (فيلم)
- درس خصوصي (فيلم)
- دليل المسافر إلى المجرة (فيلم)
- دم الغزال (فيلم)
- دنيا (فيلم)
- دوقات هازارد (فيلم)
- ذا آيلاند
- ذا إنتربريتر
- ذا بيرفكت سترينجر
- ذاكرة معتقلة (فيلم)
- رحمة (فيلم)
- رعب إيميتيفيل
- رعد العملاق
- روبوتات (فيلم)
- زكي شان (فيلم)
- زوزو
- سايلنت هيل (فيلم)
- سجلات نارنيا: الأسد، الساحرة وخزانة الملابس
- سريانا
- سكاي هاي
- سهر البنات (فيلم)
- سو 2 (فيلم)
- سيد العاطفي (فيلم)
- شباب سبايسي (فيلم)
- شكرا لك على التدخين (فيلم)
- شمال المدينة (فيلم)
- شوتنغ دوغز
- صحاري (فيلم)
- طرد الأرواح من إيميلي روز
- عشاق جن جنونهم (فيلم هندي)
- علمني الحب (فيلم)
- علي سبايسي (فيلم)
- عيال حبيبة (فيلم)
- فتح عينيك (فيلم)
- فرحان ملازم آدم (فيلم)
- فروج القلة
- فلم خيميائي الفولاذ: احتلال شامبلا
- فوق الدارالبيضاء الملائكة لا تحلق (فيلم)
- في فور فنديتا
- فيلم ناروتو: الأطلال الوهمية في أعماق الأرض
- فيها الملح و سكر ومزال مبغاتش تموت 2 (فيلم)
- قائمة الأفلام المصرية سنة 2005
- قالب (فيلم)
- قراصنة الكاريبي: صندوق الرجل الميت (فيلم)
- قسطنطين (فيلم)
- كابوتي (فيلم)
- كبرياء وتحامل (فيلم 2005)
- كريب (فيلم)
- كلام في الحب (فيلم)
- كينغ كونغ (فيلم 2005)
- لاكي : لا وقت للحب
- ليلة سعيدة وحظ سعيد (فيلم)
- ليلة سقوط بغداد
- ماروك (فيلم)
- متطفلي العرس
- مخفي
- مدغشقر (فيلم)
- مدينة الخطيئة (فيلم)
- مذكرات فتاة الغيشا (فيلم)
- مسيرة البطريق (فيلم 2005)
- مصاصي الدماء (فيلم)
- معلش إحنا بنتبهدل (فيلم)
- مغربيات من القدس (فيلم)
- ملاكي إسكندرية (فيلم)
- ملك الحرب (فيلم)
- مملكة السماء (فيلم)
- ممنوع الدخول (فيلم هندي)
- منبوذو الشيطان (فيلم)
- ميلاد مجيد (فيلم)
- ميونخ (فيلم)
- نبض القلب (فيلم هندي)
- نجاح باهر وهذا ما ينبغي أن تكون عليه !الحياة! (فيلم هندي)
- نزل (فيلم 2005)
- نقطة المباراة
- هاري بوتر وكأس النار (فيلم)
- هايد آند سيك (فيلم)
- هدف (فيلم)
- هل وصلنا إلى هناك بعد
- هلاك (فيلم)
- هنا و لهيه (فيلم)
- هوس (فيلم)
- هيتش (فيلم)
- هيربي: فولي لوديد
- هينوكيو (فيلم)
- واحد كابوتشينو (فيلم)
- والاس وجروميت: لعنة الأرنب المستذئب
- ويجا (فيلم)
- يا أنا يا خالتي (فيلم)
- يوم جديد في صنعاء القديمة
- يوم في أوروبا (فيلم)
- يوميات امرأة سوداء مجنونة